# Avortement en Iran
La question de la légalisation de l’avortement en Iran n'est pas récente et donne lieu à de nombreuses controverses.

## Évolution
Avant la révolution islamique, en 1977, l'avortement est légalisé avec le consentement du mari. Les femmes célibataires peuvent obtenir un avortement sur demande sans aucune condition particulière.
Après l'instauration de la république islamique, le stade de développement fœtal fut pris en compte en accord avec la Sharia, divisant le développement fœtal en 2 étapes : avant et après l'apparition de l'âme, celle-ci signant le début de la vie fœtale en tant qu'être distinct. L'avis de l'imam Khomeini concernant le sujet fut même sollicité par le Conseil des Gardiens : à la question l'avortement est-il légal (avant que le fœtus ait une âme) dans les cas où les médecins ont la certitude ou la crainte que le maintien de la grossesse entraînerait la mort de la mère ?. En réponse à cette question, La réponse de l'imam Khomeini statuait que cela était non seulement légal mais aussi nécessaire, aucune permission ne devrait être requise. Après l'apparition de l'âme fœtale, dans le cas où se pose la question du choix entre la vie de la mère et celle du fœtus, Khomeini statuait qu'il n'y avait pas de préférence, d'une part on ne pouvait pas avorter, et d'autre part on ne pouvait pas s'en remettre à la chance pour la mère. Si le maintien de la grossesse devait entraîner de façon certaine la mort de la mère et qu'il y avait une chance que le fœtus survive, l'avortement était alors légal. Si en revanche il existait un fort doute concernant la survie fœtale et qu'il n'y avait que de faibles craintes concernant la vie de la mère, l'avortement devait être alors considéré comme illégal .
La loi iranienne s'inspire donc de cet avis, et n'autorise donc expressément l'avortement que dans l'unique cas d'une interruption thérapeutique de grossesse motivée par la mise en danger de la mère avant le terme de 4 à 4,5 mois (soit 16 à 18 semaines), correspondant au début de la vie fœtale. Pour les cas similaires survenant après ce terme, la loi reste silencieuse.
Bien que largement pratiquée en secret par des milliers de femmes (selon des médias locaux), l'interruption volontaire de grossesse reste considérée comme un crime, quelles que soient ses raisons (grossesse issue d'un viol par exemple). La loi la punit de 1 à 5 ans d'emprisonnement auxquels s'ajoute le prix du sang, amende dont le montant est fixé en fonction du terme. La loi punit également par de fortes amendes et des peines d'emprisonnement toute personne ayant prêté son concours à une IVG, peines aggravées pour les professionnels de santé. Les peines prononcées varient également selon la procédure utilisée.

## Débat
Le débat était relancé en avril 2005 quand le Parlement iranien approuvait une loi légalisant l'interruption de grossesse sous certaines conditions limitées, telles la mise en évidence au cours de la grossesse d'éléments en faveur de pathologies et/ou malformations fœtales sévères. L'avortement devant alors approuvé par l'autorité judiciaire après qu'un collège d'au moins 3 médecins aura statué sur le cas, sur demande du couple parental. Mais un mois après, le conseil des gardiens (constitué de 12 dignitaires religieux et agissant comme un conseil constitutionnel), rejetait cette dernière .
L'interruption thérapeutique de grossesse ne reste donc légale en Iran que dans les cas figurant sur une liste publiée par le bureau du procureur, approuvée par l'autorité judiciaire, concernant les pathologies entraînant un risque vital pour la mère lorsque la grossesse est maintenue, les pathologies causant de façon certaine la mort fœtale in utero, ou les pathologies incurables causant de façon certaine la mort périnatale du fœtus, au cours des quatre premiers mois de la grossesse. L'autorisation d'avorter n'est alors délivrée que par le bureau du procureur des capitales provinciales, avec une ordonnance délivrée par un juge sur requête du couple parental et avis de leur médecin.

### Sources
1. ↑  (en) « PRE-REVOLUTION », sur fis-iran.org (consulté le 17 juillet 2019)
2. ↑   Farokhzad Jahani. "Abortion in Iranian Law." Iran Daily News Vol 9 No 2968, 15 janvier 2004 p. 13
3. ↑   Harrison Frances. "Iran liberalises laws on abortion." BBC News
4. ↑  "Iran Rejects Easing of Abortion Law." LifeSiteNews.com